# Bretoncelles
Bretoncelles is een gemeente in het Franse departement Orne (regio Normandië). De plaats maakt deel uit van het arrondissement Mortagne-au-Perche. In de gemeente ligt spoorwegstation Bretoncelles. Bretoncelles telde op 1 januari 2022 1.462 inwoners.

## Geografie
De oppervlakte van Bretoncelles bedroeg op 1 januari 2022 40,21 vierkante kilometer; de bevolkingsdichtheid was toen 36,4 inwoners per km².

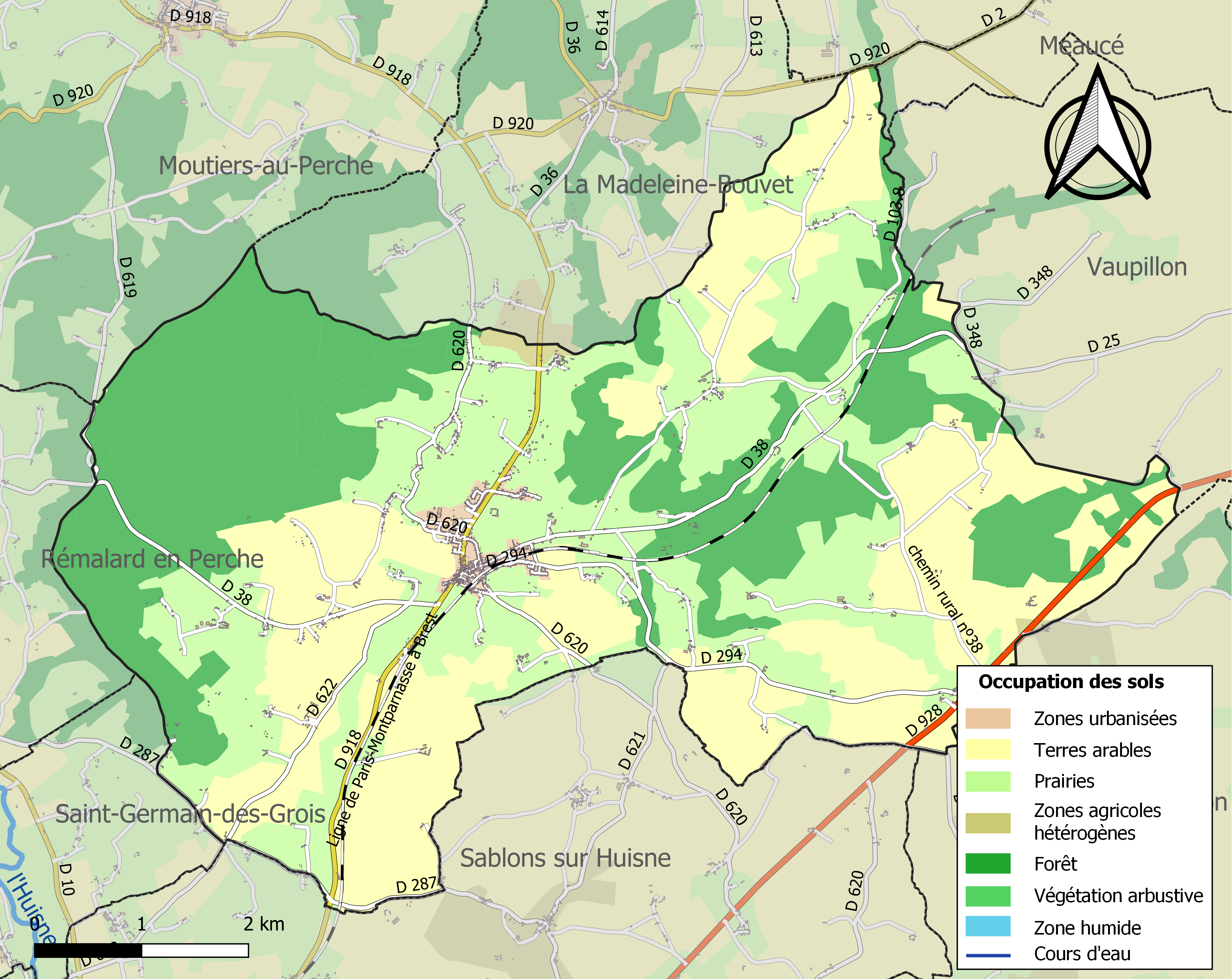
Kaart van de gemeente met belangrijkste infrastructuur, bodemgebruik en omliggende gemeenten

## Verkeer
In de gemeente ligt de spoorweghalte Bretoncelles.

## Demografie
Onderstaande figuur toont het verloop van het inwonertal (bron: INSEE-tellingen).